# Týnecké mokřiny
Přírodní rezervace Týnecké mokřiny byla nově vyhlášena roku 2012 nařízením Středočeského kraje č. 13/2013, kterým byla zároveň zrušena původní vyhlašovací vyhláška ONV v Kolíně o chráněném přírodním výtvoru. Rezervace se nachází severně od obce Kojice na pravém břehu Labe, na katastrálním území Týnce nad Labem. Důvodem ochrany jsou přirozené eutrofní vodní nádrže, extenzivní sečené louky nížin až podhůří, smíšené jasanovo-olšové lužní lesy, společenstvo obojživelníků s kuňkou obecnou a další živočichové a rostliny vázané na toto prostředí s důrazem na bohatou avifaunu. Lokalita je zařazena do systému Natura 2000 kvůli výskytu vzácné kuňky ohnivé (Bombina bombina).

## Popis lokality

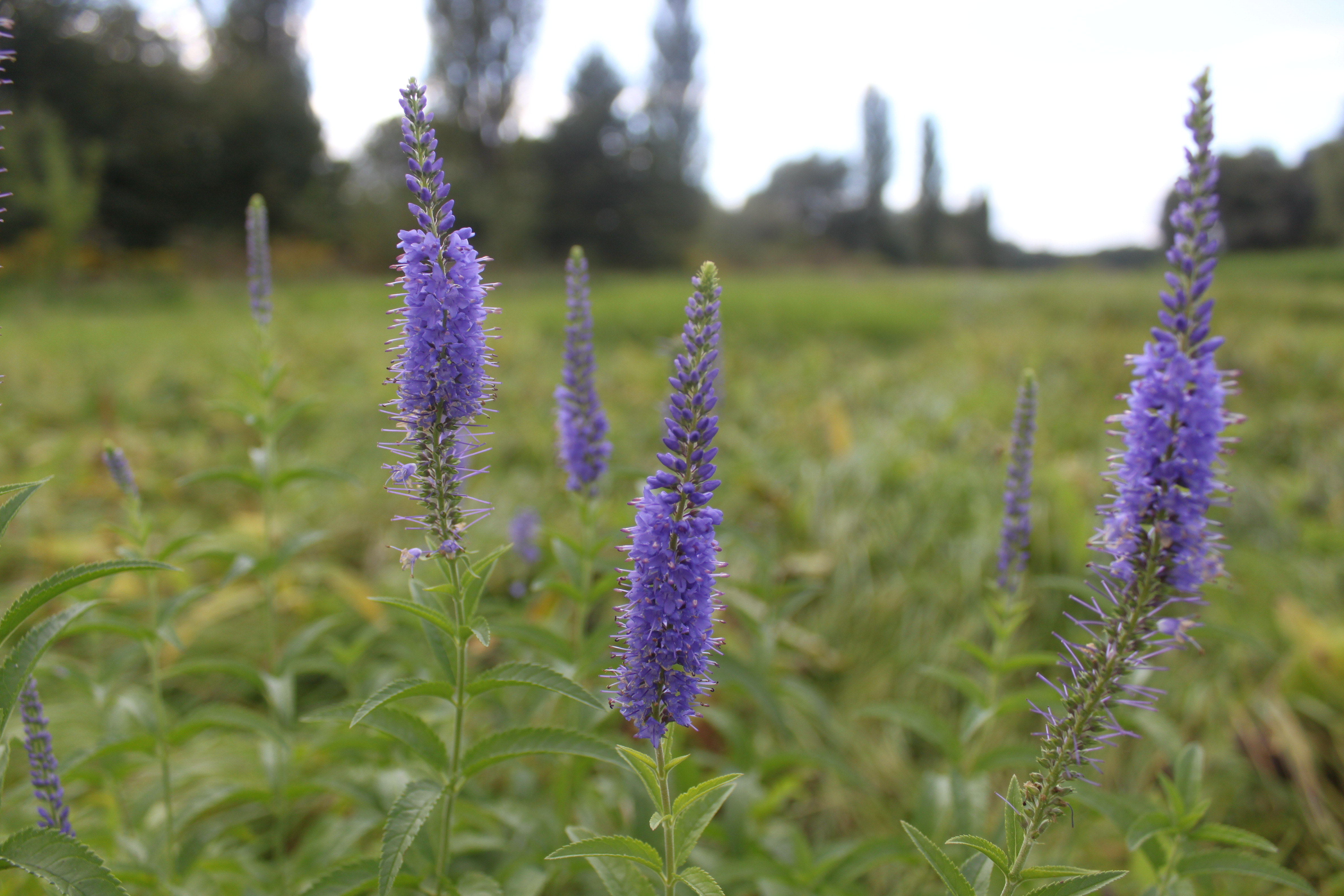
Rozrazil dlouholistý, vyfotografovaný v rezervaci

V tůních roste stulík žlutý (Nuphar lutea), vzácněji pak potočník vzpřímený (Berula erecta) či leknín bělostný (Nymphaea candida) a řezan pilolistý (Stratiotes aloides). Na lukách rostou ze vzácnějších druhů rostlin rozrazil dlouholistý (Veronica maritima), žluťucha lesklá (Thalictrum lucidum) či jarva žilnatá (Cnidium dubium). Lokalita je významnou tahovou zastávkou a hnízdištěm ptactva vázaného na vodu a mokřady. Jde o čtyři druhy rákosníků - rákosník obecný (Acrocephalus scirpaceus), rákosník zpěvný (Acrocephalus palustris), rákosník velký (Acrocephalus arundinaceus) a rákosník proužkovaný (Acrocephalus schoenobaenus), z drobnějšího ptactva pak např. moudivláček lužní (Remiz pendulinus). Z motýlů se v rezervaci vyskytuje velmi vzácný a chráněný modrásek bahenní (Phengaris nausithous).

## Turistické a cyklistické trasy
- Labská cyklotrasa (2)
- Modrá turistická stezka